# Григоровка (Сорокский район)
Григоровка также Григорэука (рум. Grigorăuca) — село в Сорокском районе Молдавии. Наряду с селом Бадичаны входит в состав коммуны Бадичаны.

## География
Село расположено на высоте 215 метров над уровнем моря.

## Население
По данным переписи населения 2004 года, в селе Григорэука проживает 153 человека (69 мужчин, 84 женщины).
Этнический состав села:
| Национальность | Число жителей | Процентный состав |
| -------------- | ------------- | ----------------- |
| молдаване      | 145           | 94,77             |
| украинцы       | 5             | 3,27              |
| русские        | 3             | 1,96              |
| Всего          | 153           | 100 %             |